# 四日市カンツリー倶楽部
四日市カンツリー倶楽部（よっかいちカンツリーくらぶ）は、三重県四日市市山城町に広がるゴルフ場である。

## 概要
三重県四日市市は、太平洋戦争で壊滅状態となったが、1955年（昭和30年）代には、石油コンビナートとして高度成長の一翼を担っていた。そうした時期、「和合（「名古屋ゴルフ倶楽部」）、東山（「愛知カンツリー倶楽部」）は遠いい、地元にゴルフ場があれば」との気運が起きていた。三重県では、桑名と四日市が競合し、県知事が一本化を図ったが纏まらなかった。桑名は商工会議所・諸戸精文と四日市は商工会議所・九鬼綾七の会談となり、桑名が財界中心で、四日市は大衆化中心で一致した。
1958年（昭和33年）6月28日、新たなゴルフ場の建設に向けて「株式会社四日市カンツリー倶楽部」が設立された。建設用地は、四日市市の三岐線・山城町で、同年11月7日、コースは着工された。コースの設計は、「廣野ゴルフ倶楽部」の上田治が行い、施工は清水建設株式会社が行った。1959年（昭和34年）12月8日、18ホールのゴルフ場が完成、開場された。四日市カンツリー倶楽部は、会員の半数が四日市市在住で、郷土に支えられた倶楽部である。また、「ワールドカップ (ゴルフ)|カナダカップ（現・ワールドカップ）開催を目的に造られたコース」である。
コースは、ゆったりした広大な敷地を生かしたコースレイアウトが特徴で、フェアウェイは広く長いため豪快なプレーが望める本格派向けの林間コースである。
。また、日本のプロゴルフメジャー大会の1つ、日本ゴルフ協会主催競技でもあり、日本選手権大会に相当する、日本オープンゴルフ選手権競技大会を2回、日本プロゴルフ協会主催競技である 日本プロゴルフ選手権大会を1回の開催実績がある。

## 所在地
〒512-8048 三重県四日市市山城町640番地

## コース情報
- 開場日 - 1959年12月8日
- 設計者 - 上田 治
- 面積 - 1,190,000m2（約35.9万坪）
- コースタイプ - 林間コース
- コース - 18ホールズ、パー72、7,305ヤード、コースレート75.9
- グリーン - 2グリーン、ベント（ペンクロス）、コーライ
- フェアウエイ - コーライ
- ラフ - ノシバ
- ハザード - バンカーの数95、池が絡むホール数2
- プレースタイル - 乗用カート(5人乗り)、自走式、全組キャディ付き
- 練習場 - 17打席 280ヤード
- 休場日 - 毎週月曜日（月曜日が祝日の場合は翌火曜日）、12月31日、1月1日[2][4]

## クラブ情報
- ハウス面積 - 3,750m2（1,134.3坪）
- ハウス設計 - 株式会社東畑建築事務所
- ハウス施工 - 清水建設株式会社[5]

## ギャラリー
- コース - 「四日市カンツリー倶楽部」、コース紹介
- ハウス - 「四日市カンツリー倶楽部」、施設案内

## 交通アクセス
- 鉄道 - 近鉄名古屋線 - 近鉄四日市駅、富田駅よりタクシー利用 約20分
- 道路 - 東名阪自動車道 - 四日市東ICより 2km[6]

## メジャー選手権
- 1962年（昭和37年） - 第30回 日本プロゴルフ選手権大会開催[7]
- 1963年（昭和38年） - 第28回 日本オープンゴルフ選手権競技大会開催[8]
- 1994年（平成6年） - 第59回 日本オープンゴルフ選手権競技大会開催[9]

## エピソード
- 1960年（昭和35年）、名古屋から50キロ圏では3カ所のゴルフ場が一斉に開場した、「四日市カンツリー倶楽部」と、1960年4月に「桑名カントリー倶楽部」、「岐阜カンツリー倶楽部」である[10]。
- 作家の丹羽文雄は、四日市出身で、ゴルフ好きだった、「美しい中年女性のようだ」と、松の樹林が茂る林間コースを称えた[10]。
- 1963年（昭和38年）と1994年（平成6年）の2回の日本オープンが開催された、強豪プロを「四日市は長い」と嘆（りょりょく）かせた膂力が今も残る[10]。

## 関連文献
- 『月刊ゴルフマネジメント』、4月19(162) 、「四日市カンツリー倶楽部」、東京 一季出版、1998年4月、2020年8月10日閲覧
- 『中部経済界 地域の活性化を探究する月刊誌』、「支配人登場 四日市カンツリー倶楽部 栗田秋生」、名古屋 中部経済界、1999年10月、2020年8月10日閲覧
- 『月刊ゴルフマネジメント』、6月21(191)、「四日市カンツリー倶楽部」、東京 一季出版、2000年6月、2020年8月10日閲覧
- 『ゴルフ場ガイド 西版』、2006-2007、「四日市カンツリー倶楽部（三重県）」、東京 ゴルフダイジェスト社、2006年5月、2020年8月10日閲覧
- 『東商信用録 中部版平成19年版』、「(株)四日市カンツリー倶楽部（四日市市）」、名古屋 東京商工リサーチ名古屋支社、2007年10月、2020年8月10日閲覧
- 『美しい日本のゴルフコース BEAUTIFUL GOLF CULTURE IN JAPAN 日本のゴルフ110年記念 ゴルフは日本の新しい伝統文化である』、ゴルフダイジェスト社「美しい日本のゴルフコース」編纂委員会編、東京 ゴルフダイジェスト社、2013年12月、2020年8月10日閲覧
- 『ゴルフ場企業決算年鑑昭和59年-平成29年版』、「(株)四日市カンツリー倶楽部 四日市CC」、東京 一季出版、1985-2017年、2020年8月10日閲覧